# پرسبیترینیسم

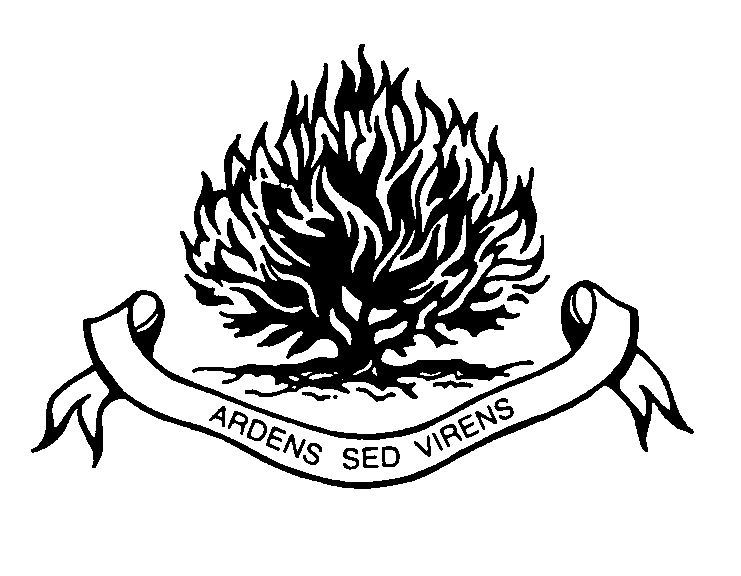
بوته سوزان نماد رایج کلیسای مشایخی است. چنان که این جا در نماد کلیسای مشایخی ایرلند دیده می‌شود.

مسیحیت مشایخی یا پرسبیترینیسم یا کلیسای پرسبیتری شاخه‌ای از مسیحیت  کالونی در میان شاخه‌های پرشمار پروتستانتیسم است که ریشه‌اش به جزایر بریتانیا بازمی‌گردد.

## ریشه
ریشه نام کلیساهای پرسبیتری از روش مشایخی مدیریت کلیسا گرفته شده است، روشی که در آن کلیسا را مجامعی اداره می‌کند، که نماینده ریش‌سفیدان اند. شمار زیادی از کلیساهای اصلاح شده به این صورت سازمان یافته‌اند، ولی واژه پرسبیتری به‌طور خاص تنها به کلیساهایی گفته می‌شود که ریشه‌شان را به مشایخیان اسکاتلندی و انگلیسی و گروه‌های سیاسی متعددی که حین جنگ‌های داخلی انگلستان تشکیل شدند می‌رسانند. ایدئولوژی پرسبیتری نوعاً بر ملکوت خدا، مرجعیت متون مسیحی، و لزوم فیض از طریق ایمان به مسیح تأکید می‌کند. بر اساس قانونی‌سازی‌های پیمان پیوند بریتانیا و اسکاتلند ۱۷۰۷ که پادشاهی بریتانیای کبیر را ایجاد کرد، سازمان کلیسای مشایخی در اسکاتلند قرار داده شد. در واقع بیش‌تر مشایخیان انگلستان ریشه‌های اسکاتلندی دارند و مذهب پرسبیتری نیز بیشتر توسط مهاجرین اسکاتلندی و اسکاتلندی-ایرلندی به آمریکای شمالی برده شد.

## گسترش
به تدریج این فرقه به خاورمیانه و دیگر نقاط جهان نیز رفت. در قرن چهارم میلادی و پس از ۳۰۰سال تعقیب و گریز از چنگ امپراتوری روم، امپراتور کنستانتین اجازه داد کلیسای آن‌ها تأسیس شود. شرقی‌ها با زبان یونانی و غربی‌ها با زبان لاتین در این مکتب همیشه به مشاجره مشغول بودند و در نهایت اروپای غربی تحت حمایت کلیسای کاتولیک روم و اروپای شرقی تحت کلیسای ارتدوکس شرقی قرار گرفت. در روم این نظام دست‌نخورده ماند تا سده پانزدهم (میلادی) و نوزایش که با صنعت چاپ، انجیل چاپ و منتشر شد و متفکران به اظهار نظر در بارهٔ آن پرداختند و بیش‌تر نقدها متوجه کلیسای کاتولیک روم بود.
در چنین اوضاعی مارتین لوتر پروفسور و کشیش آلمانی در سال ۱۵۱۷ نهضتی به عنوان رفرم پروتستان راه انداخت. ۲۰ سال بعد کشیش فرانسوی _ سوئیسی به نام ژان کالون به عنوان «الهیات اصلاح شده» به بررسی رابطه خدا و بنده پرداخت. جان ناکس اسکاتلندی که همکلاسی کالون بود تعالیم او را با خود به اسکاتلند برد و پس از آن در انگلستان، هلند و فرانسه نیز می‌شد آموزه‌های کالون را دید. فرانسیس ماکمی در سال ۱۶۸۳ نخستین کلیسای مشایخی را در ایرلند و پس از آن در سال ۱۷۰۶ (میلادی) در فیلادلفیای آمریکا تأسیس کرد. عقیده این فرقه به نگاه متفاوت در رابطه دینی است که آن را با دید اجتماعی نگاه می‌کنند و به نسبت عملگرا به‌شمار می‌آیند.

شاخه‌های اصلی پروتستانتیسم.

## در آمریکا
مشایخیان در کنار اسقفی‌ها، معمولاً به‌طور قابل توجهی ثروتمندتر و تحصیل کرده تر (مدرک دانشگاهی و تحصیلات تکمیلی سرانه بیشتری دارند) از بیشتر گروه‌های دیگر مذهبی در ایالات متحده آمریکا هستند،و در بخش‌های برتر گروه‌های کسب‌وکار، حقوق و سیاست آمریکا به طرز نامتناسبی حضور بالایی دارند.